# بلدية تابي
بلدية تابي (بالسويدية: Täby Kommun) هي بلدية في مقاطعة ستوكهولم شرق وسط السويد . يبلع عدد سكان البلدية 73.307 نسمة بينما تبلغ مساحتها 71.22 كيلومتر مربع.

## أعلام
من أبرز أعلام بلدية تابي نجد:
- سارة دانيوس - كاتبة سويدية
- فريدريك رينفلت - رئيس وزراء سويدي سابق
- مارتينا مونتيليوس - كاتبة سويدية
- الأميرة صوفيا دوقة فارملاند
- أندرياس شرايبر - لاعب كرة سلة أمريكي

## روابط خارجية
- الموقع الرسمي لبلدية تابي